# El Arenal, Tonalá
El Arenal är en ort i Mexiko.   Den ligger i kommunen Tonalá och delstaten Chiapas, i den sydöstra delen av landet, 700 km sydost om huvudstaden Mexico City. El Arenal ligger 11 meter över havet och antalet invånare är 152.
Terrängen runt El Arenal är huvudsakligen platt, men österut är den kuperad. Runt El Arenal är det ganska glesbefolkat, med 50 invånare per kvadratkilometer. Närmaste större samhälle är Tonalá, 12,3 km norr om El Arenal. Omgivningarna runt El Arenal är en mosaik av jordbruksmark och naturlig växtlighet.